# Narlıyurt, Baykan
Narlıyurt là một xã thuộc huyện Baykan, tỉnh Siirt, Thổ Nhĩ Kỳ. Dân số thời điểm năm 2008 là 298 người.